# District de Wake
Le district de Wake (和気郡, Wake-gun) est un district de la préfecture d'Okayama au Japon.
Au 1er février 2015, sa population était de 14 650 habitants pour une superficie de 144,21 km2 et une densité de population de 102 habitants au km2.

## Commune du district
- Wake